# Behind the Veil (film 1914)
Behind the Veil è un cortometraggio muto del 1914 diretto da Phillips Smalley e Lois Weber.

## Trama
Sospettando che Lois l'abbia tradito, Phil si separa dalla moglie. Per non incontrarla più, si trasferisce in un'altra città, portando via con sé anche la figlioletta. Ma il cuore di Lois desidera rivedere la sua bambina e così scrive a Phil una lettera che gli preannuncia i passi che ha intenzione di fare per poterla vedere di nuovo. L'uomo rifiuta di prendere in considerazione lo scritto ma ordina comunque alla bambinaia di non perdere mai di vista la bambina. Nel quartiere dove vive, fa sensazione l'apparizione di una donna velata che nessuno conosce. Il mistero la circonda ma il suo comportamento modesto fa presto zittire ogni pettegolezzo. Un giorno, la bimba di Phil gioca per la strada quando qualcuno la chiama per nome: riconosciuta la voce, la piccola si getta tra le braccia di sua madre. Lois, poi, la riporta a casa del padre. Quella notte, la bambina esce di casa per andare dalla madre. Al lieve bussare della figlia, Lois apre la porta: tutta l'amarezza sparisce e, piangendo, prende la piccola in braccio. Phil, che ha seguito la bambina, vede quel tenero quadro e si mette a singhiozzare pure lui, dimenticando tutti i dissapori del passato. Da quel momento, in casa non c'è più bisogno della bambinaia.

## Produzione
Il film fu prodotto dalla Rex Motion Picture Company.

## Distribuzione
Distribuito dalla Universal Film Manufacturing Company, il film - cortometraggio in una bobina - uscì nelle sale cinematografiche statunitensi il 2 agosto 1914.